# Район Ідзумі (Йокогама)
35°21′52″ пн. ш. 139°33′15″ сх. д. / 35.36444° пн. ш. 139.55417° сх. д.
Райо́н Ідзу́мі (яп. 泉区, いずみく, МФА: [id͡zumʲi ku̥], «Джерельний район») — район міста Йокогама префектури Канаґава в Японії. Станом на 1 квітня 2009 площа району становила 23,51 км². Станом на 1 липня 2011 населення району становило 155 500 осіб.